# جواد الیامیق
جواد الیامیق (انگلیسی: Jawad El Yamiq؛ زادهٔ ۲۹ فوریهٔ ۱۹۹۲) بازیکن فوتبال اهل مراکش است.
از باشگاه‌هایی که در آن بازی کرده‌است می‌توان به باشگاه فوتبال پروجا و باشگاه فوتبال الرجا اشاره کرد. همچین او در ۲۰۱۹–۲۰۱۷ در باشگاه فوتبال  پروجا بوده‌است. در سال ۲۰۲۰ در باشگاه فوتبال رئال ساراگوسا، از ۲۰۲۰ تا کنون در باشگاه فوتبال رئال وایادولید و در ۲۰۱۶ تا کنون در تیم ملی فوتبال مراکش بوده‌ است.
وی همچنین در تیم ملی فوتبال مراکش بازی کرده‌است.از او میتوان به یکی از بهترین مدافعان مراکش نیز اشاره کرد.